# Kanada Masters
Kanada Masters (trenutni sponzor Rogers Communications), je profesionalni muški i ženski teniski turnir koji se održava u Kanadi. U muškoj konkurenciji turnir je dio turneje Masters 1000, a u ženskoj konkurenciji pripada turnirima Premier 5. Turnir se igra na tvrdoj podlozi tijekom mjeseca kolovoza. Prije 2011., turniri su se održavali tijekom odvojenih tjedana u razdoblju srpanj-kolovoz.
Događaji se izmjenjuju iz godine u godinu između gradova Montréala i Toronta. U neparne godine muški turnir se održava u Montrealu, a ženski u Torontu, i obratno u parnim godinama.

## Povijest
U muškoj konkurenciji prvi turnir je odigran davne 1881., a održan je u Toronto Lawn Tennis Clubu, dok se u ženskoj konkurenciji turnir prvi put odigrao 1892. Od velikih teniskih turnira koji se danas igraju u svijetu, samo Wimbledon i US Open se igraju jednako dugo.
Između 1970. i 1989. turnir je pripadao seriji turnira Grand Prix Tour Tenis.
Ivan Lendl je najuspješniji igrač u pojedinačnoj konkurenciji. Turnir je osvajao šest puta: 1980., 1981., 1983., 1987., 1988. i 1989.
Turnir u Torontu se održava u Rexall centru, na sveučilištu York, a u Montréalu se održava na Stade Uniprixu. Obadva turnira za pokrovitelja imaju Narodnu banku Kanade. Počevši od 2011., muški i ženski turnir održava se u istom tjednu, ali i dalje u različitim gradovima.

## Rekordi
Rekordi u Open Eri
- najviše naslova: Ivan Lendl (6)
- najviše finala: Ivan Lendl (9)
- najviše uzastopnih naslova: Ivan Lendl 3 (1987. – 1989.)

Rekordi prije open ere
- najviše naslova: Charles S. Hyman (5)
- najviše finala: Charles S. Hyman (6)
- najviše uzastopnih naslova: Charles S. Hyman 4 (1886. – 1889.)

## Statistika turnira

### (Open Era,1968.–danas)
| Godina | Pobjednik           | Parovi                                | Pobjednica              | Parovi                                             |
| ------ | ------------------- | ------------------------------------- | ----------------------- | -------------------------------------------------- |
| 2011.  | Novak Đoković       | Michaël Llodra Nenad Zimonjić         | Serena Williams         | Liezel Huber Lisa Raymond                          |
| 2010.  | Andy Murray         | Bob Bryan Mike Bryan                  | Caroline Wozniacki      | Gisela Dulko Flavia Pennetta                       |
| 2009.  | Andy Murray         | Mahesh Bhupathi Mark Knowles          | Jelena Dementijeva      | Nuria Llagostera Vives María José Martínez Sánchez |
| 2008.  | Rafael Nadal        | Daniel Nestor Nenad Zimonjić          | Dinara Safina           | Cara Black Liezel Horn Huber                       |
| 2007.  | Novak Đoković       | Mahesh Bhupathi Pavel Vízner          | Justine Henin           | Katarina Srebotnik Ai Sugiyama                     |
| 2006.  | Roger Federer       | Bob Bryan Mike Bryan                  | Ana Ivanović            | Martina Navrátilová Nadja Petrova                  |
| 2005.  | Rafael Nadal        | Wayne Black Kevin Ullyett             | Kim Clijsters           | Anna-Lena Grönefeld Martina Navrátilová            |
| 2004.  | Roger Federer       | Mahesh Bhupathi Leander Paes          | Amélie Mauresmo         | Shinobu Asagoe Ai Sugiyama                         |
| 2003.  | Andy Roddick        | Mahesh Bhupathi Max Mirnyi            | Justine Henin           | Svetlana Kuznjecova Martina Navrátilová            |
| 2002.  | Guillermo Cañas     | Bob Bryan Mike Bryan                  | Amélie Mauresmo         | Virginia Ruano Pascual Paola Suárez                |
| 2001.  | Andrej Pavel        | Jiří Novák David Rikl                 | Serena Williams         | Kimberly Po-Messerli Nicole Pratt                  |
| 2000.  | Marat Safin         | Sébastien Lareau Daniel Nestor        | Martina Hingis          | Martina Hingis Nathalie Tauziat                    |
| 1999.  | Thomas Johansson    | Jonas Björkman Patrick Rafter         | Martina Hingis          | Jana Novotná Mary Pierce                           |
| 1998.  | Patrick Rafter      | Martin Damm Jim Grabb                 | Monika Seleš            | Martina Hingis Jana Novotná                        |
| 1997.  | Chris Woodruff      | Mahesh Bhupathi Leander Paes          | Monika Seleš            | Yayuk Basuki Caroline Vis                          |
| 1996.  | Wayne Ferreira      | Patrick Galbraith Paul Haarhuis       | Monika Seleš            | Arantxa Sánchez Vicario Larisa Savčenko Neiland    |
| 1995.  | Andre Agassi        | Jevgenij Kafeljnikov Andrej Olhovskij | Monika Seleš            | Gabriela Sabatini Brenda Schultz-McCarthy          |
| 1994.  | Andre Agassi        | Byron Black Jonathan Stark            | Arantxa Sánchez Vicario | Meredith McGrath Arantxa Sánchez Vicario           |
| 1993.  | Mikael Pernfors     | Jim Courier Mark Knowles              | Steffi Graf             | Larisa Savčenko Neiland Jana Novotná               |
| 1992.  | Andre Agassi        | Patrick Galbraith Danie Visser        | Arantxa Sánchez Vicario | Lori McNeil Rennae Stubbs                          |
| 1991.  | Andrej Česnokov     | Patrick Galbraith Todd Witsken        | Jennifer Capriati       | Larisa Savčenko Natalia Zvereva                    |
| 1990.  | Michael Chang       | Paul Annacone David Wheaton           | Steffi Graf             | Betsy Nagelsen Gabriela Sabatini                   |
| 1989.  | Ivan Lendl          | Kelly Evernden Todd Witsken           | Martina Navrátilová     | Gigi Fernández Robin White                         |
| 1988.  | Ivan Lendl          | Ken Flach Robert Seguso               | Gabriela Sabatini       | Jana Novotná Helena Suková                         |
| 1987.  | Ivan Lendl          | Pat Cash Stefan Edberg                | Pam Shriver             | Zina Garrison Lori McNeil                          |
| 1986.  | Boris Becker        | Chip Hooper Mike Leach                | Helena Suková           | Zina Garrison Gabriela Sabatini                    |
| 1985.  | John McEnroe        | Ken Flach Robert Seguso               | Chris Evert             | Gigi Fernández Martina Navrátilová                 |
| 1984.  | John McEnroe        | Peter Fleming John McEnroe            | Chris Evert             | Kathy Jordan Elizabeth Sayers                      |
| 1983.  | Ivan Lendl          | Sandy Mayer Ferdi Taygan              | Martina Navrátilová     | Anne Hobbs Andrea Jaeger                           |
| 1982.  | Vitas Gerulaitis    | Steve Denton Mark Edmondson           | Martina Navrátilová     | Martina Navrátilová Candy Reynolds                 |
| 1981.  | Ivan Lendl          | Raúl Ramírez Ferdi Taygan             | Tracy Austin            | Martina Navrátilová Pam Shriver                    |
| 1980.  | Ivan Lendl          | Bruce Manson Brian Teacher            | Chris Evert             | Andrea Jaeger Regina Maršíková                     |
| 1979.  | Björn Borg          | Peter Fleming John McEnroe            | Laura DuPont            | Lea Antonoplis Diane Evers                         |
| 1978.  | Eddie Dibbs         | Wojtek Fibak Marty Riessen            | Regina Maršíková        | Regina Maršíková Pam Teeguarden                    |
| 1977.  | Jeff Borowiak       | Bob Hewitt Raúl Ramírez               | Regina Maršíková        | Delina Boshoff Ilana Kloss                         |
| 1976.  | Guillermo Vilas     | Bob Hewitt Raúl Ramírez               | Mima Jaušovec           | Janet Newberry Cynthia Seiler Doerner              |
| 1975.  | Manuel Orantes      | Cliff Drysdale Raymond Moore          | Marcie Louie            | Julie Anthony Margaret Court                       |
| 1974.  | Guillermo Vilas     | Manuel Orantes Guillermo Vilas        | Chris Evert             | Julie Heldman Gail Sherriff Chanfreau              |
| 1973.  | Tom Okker           | Rod Laver Ken Rosewall                | Evonne Goolagong Cawley | Evonne Goolagong 'Peggy Michel                     |
| 1972.  | Ilie Năstase        | Ilie Năstase Ion Ţiriac               | Evonne Goolagong Cawley | Margaret Court Evonne Goolagong                    |
| 1971.  | John Newcombe       | Tom Okker Marty Riessen               | Françoise Durr          | Rosemary Casals Françoise Durr                     |
| 1970.  | Rod Laver           | Bill Bowrey Marty Riessen             | Margaret Smith Court    | Rosemary Casals Margaret Court                     |
| 1969.  | Cliff Richey        | Ron Holmberg John Newcombe            | Faye Urban              | Vicki Berner Faye Urban                            |
| 1968.  | Ramanathan Krishnan |                                       | Jane Bartkowicz         | Vicki Berner Faye Urban                            |

## Vanjska poveznica
- Službena stranica